# Eva Larsson
Eva Larsson, född 27 februari 1973 i Kungälv, är en svensk före detta fotbollsmålvakt.
Larsson representerade på klubbnivå först Jitex BK, men gick 1997 till Älvsjö AIK, där hon blev svensk mästare samma år. Hon spelade 3 A-landskamper för Sverige, och var med i Sveriges trupp i OS 1996, där hon emellertid inte fick någon speltid.